# Rune Pedersen (arbitro)
Rune Pedersen (Moss, 19 maggio 1963) è un ex arbitro di calcio norvegese.

## Carriera
Nato a Moss, in Norvegia, nel 1963, è arrivato ad arbitrare nella massima serie norvegese a 24 anni, nel 1987.
Due anni dopo è diventato internazionale e il 27 settembre 1989 ha esordito nelle coppe europee, arbitrando il ritorno del 1º turno di Coppa dei Campioni tra gli islandesi del Fram Reykjavík e i rumeni della Steaua Bucarest, vittoriosi per 1-0. A fine stagione, il 16 maggio 1990 ha arbitrato invece la prima tra nazionali, l'amichevole pre Mondiale italiano tra Scozia e Egitto a Glasgow, finita 3-1 per gli africani. Esattamente un anno dopo ha diretto invece la prima ufficiale tra nazionali, Finlandia-Malta 2-0 a Helsinki, valida per le qualificazioni all'Europeo 1992 in Svezia. Nel 1995 è stato designato per il Mondiale Under-20 in Qatar, dove ha diretto due gare. L'anno successivo, invece, ha arbitrato agli Europei Under-21 in Spagna.
Nel 1997, il 24 aprile, ha diretto la semifinale di ritorno di Coppa delle Coppe tra Liverpool e Paris Saint-Germain, vinta per 2-0 dai Reds, che non sono però riusciti ad accedere alla finale per la sconfitta dell'andata per 3-0. Nel 1998 è stato scelto per il Mondiale in Francia, dove ha arbitrato 2 gare: Argentina-Giamaica 5-0 della fase a gironi, e il 3-0 della Croazia sulla Germania nei quarti di finale. Il 10 agosto 1999 ha diretto l'andata di Juventus-Rennes, finale di Coppa Intertoto, vinta per 2-0 dai bianconeri con doppietta di Pippo Inzaghi. L'anno successivo ha diretto invece la finale di ritorno della stessa competizione, tra Udinese e Sigma Olomouc, terminata 4-2 d.t.s per i friulani. Nel 2001 ha diretto un'altra semifinale europea, dopo quella di quattro anni prima, stavolta in Coppa UEFA, l'andata del 5 aprile tra Alavés e Kaiserslautern, vinta per 5-1 dai baschi.
Per quattro volte in carriera ha diretto la finale di Coppa di Norvegia: nel 1989, Molde-Viking 2-2 d.t.s, ripetuta la settimana successiva con altro arbitro, nel 1992, Rosenborg-Lillestrøm 3-2, nel 1995, Rosenborg-Brann 3-1, ripetizione della gara terminata 1-1 d.t.s la settimana prima e nel 1998 Stabæk-Rosenborg 3-1 d.t.s.
Ha vinto per 10 volte in carriera il Premio Kniksen come arbitro norvegese dell'anno, dall'istituzione del premio, nel 1990, al 2000, con la sola eccezione del 1993, quando vinse Roy Helge Olsen. Nel 1998, oltre al riconoscimento come miglior arbitro, ha vinto anche il Kniksens della gloria.
Ha chiuso la carriera a 40 anni, nel 2003.